# Fontă brută

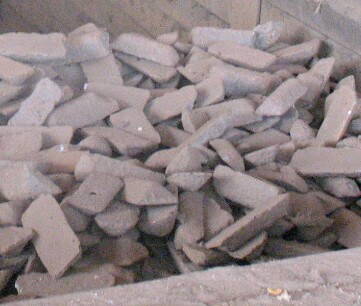
Bucăți de fontă brută

Fonta brută este un produs intermediar în industria siderurgică, cu un conținut mare de carbon (de obicei între 3,8–4,7%) și de dioxid de siliciu, ceea ce îl face destul de fragil. De aceea, utilizările sale ca atare sunt destul de limitate. După compoziția chimică se deosebesc în fonte brute obișnuite și fonte brute aliate. 

## Obținere
Fonta brută se obține prin topirea și reducerea minereurilor feroase în cuptoare speciale numite furnale. Materialele de bază care sunt utilizate sunt minereul de fier, cocs și calcar. Cocsul este folosit pe post de combustibil, pentru eliberarea energiei necesare arderii în furnal, și pentru obținerea de monoxid de carbon, care reacționează la rândul său cu oxizii de fier din minereu și îi reduc la fier metalic. Ecuația reacției chimice generale ce are loc în furnal este:
Fe2O3 + 3CO → 3CO2 + 2Fe